# ميخائيل جي. فيكرز
ميخائيل جي. فيكرز (بالإنجليزية: Michael G. Vickers)‏ هو جندي أمريكي، ولد في 27 أبريل 1953 في بربانك في الولايات المتحدة.